# 白俊卿
白俊卿（1925年—2009年），男，蒙古族，蒙名额尔德木吐，内蒙古敖汉旗人，中华人民共和国政治人物，曾任内蒙古自治区人民政府副主席，内蒙古自治区人大常委会副主任。